# 干骨崖遗址及墓群
干骨崖遗址及墓群，位于中国甘肃省酒泉市肃州区，为一个省级文物保护单位，类型为古遗址。
干骨崖遗址及墓群的历史年代为青铜时代、汉、晋。